# 溝口直信
溝口 直信（みぞぐち なおのぶ）は、江戸時代中期の越後国新発田藩の世嗣。官位は従五位下・伯耆守。

## 経歴
越後国新発田藩7代藩主・溝口直温の六男として誕生。幼名は恵三郎。諱は初め直堅、のち直信と改める。
宝暦11年（1761年）5月27日、8代藩主である兄・直養の養子となり、世子とされる。明和6年（1769年）3月1日、徳川家治に初めて拝謁する。安永元年12月18日（1773年）、従五位下・伯耆守に叙任される。天明5年（1785年）、病身の直信には家督相続は難しいとして、その廃嫡がはかられる事件（退身一件）が起きた。この事件の背景には生母の清涼院の意向があったとも言われ、その後しばらく続く藩内の権力抗争の幕開けでもあった。
天明6年（1786年）に直信は世子に復帰するが、同年7月12日に江戸において31歳で没した。法号は光通全達観浄院（観浄院殿前伯州大守光通全達大居士とも）。江戸駒込の吉祥寺に葬られる。家督以前に没したため、直養の家督は直信の長男・直侯が継いだ。

## 系譜
子女は2男8女。
- 父：溝口直温（1716-1780）
- 母：留姫 - 松平信祝娘
- 養父：溝口直養（1736-1797）
- 正室：侶姫 - 観如院、松平武元の娘
  - 長男：溝口直侯（1778-1802） - 亀次郎、祖父溝口直養より家督を継ぎ9代藩主となる。
- 生母不明の子女
  - 次男：富六郎 - 早世。
  - 長女：春姫 - 播磨明石藩主・越前松平直周正室。
  - 次女：房姫 - 早世。
  - 三女：筆姫 - 多賀姫、儔姫、因幡鹿奴藩主・池田仲雅正室。
  - 四女：富姫 - 早世。
  - 五女：秀姫 - 早世。
  - 六女：阿姫 - 幸姫、他家に嫁すことなく29歳で没。
  - 七女：完姫 - 早世。
  - ハ女：幾姫 - 加賀大聖寺藩主・前田利考正室、峻徳院